# مزرآباد
مزرآباد یک روستا در ایران است که در دهستان باقران شهرستان بیرجند واقع شده‌است. مزرآباد ۴۶ نفر جمعیت دارد.